# Stapelschaal
Een Stapelschaal is een psychometrische 10-puntsschaal die van -5 tot +5 gaat, zonder daarbij de neutrale antwoordcategorie "0" te gebruiken. Een Stapelschaal is slechts geschikt om een eendimensionaal construct te meten. Vergelijkbaar met een Semantisch differentiaal worden respondenten gevraagd aan te geven in hoeverre zij een bepaald woord bij een product of ander onderzoeksobject vinden passen.
De schaal is reeds in 1961 beschreven door Irving Crespi. Hierin schrijft hij de schaal toe aan Jan Stapel, mede-oprichter en co-directeur van het Nederlands Instituut voor Publieke Opinie, het latere TNS-NIPO. Crespi, zelf op dat moment werkzaam bij het opinieonderzoeksbureau Gallup, roemt vooral de kostenefficiëntie van de Stapelschaal.
Voordeel van een dergelijke schaal is dat respondenten gedwongen worden om zich ofwel negatief, ofwel positief over een onderwerp uit te spreken. Volgens sommigen, is een ander voordeel van de Stapelschaal dat deze telefonisch te gebruiken is, hetgeen de kosten voor marktonderzoek substantieel kan drukken.
Een fors nadeel is dat het, anders dan bij bijvoorbeeld soms voor de Likertschaal gedaan wordt, moeilijk vol te houden is dat het hier een intervalschaal betreft. De afstand tussen bijvoorbeeld -1 en 1 (twee opeenvolgende antwoordcategorieën) is numeriek gezien immers niet gelijk aan de afstand tussen 1 en 2 of -2 and -1. Dit bemoeilijkt de toepasbaarheid van eenvoudige analyse-methoden. Daarentegen zijn moderne, meer geavanceerde, analysemethoden zoals de Item Response Theory, goed in staat om met niet intervalgeschaalde antwoordcategorieën om te gaan.
Hawkins, Albaum en Best tonen aan dat in de meeste omstandigheden de Stapelschaal even goed bruikbaar is als de Semantisch differentiaal.

## Voorbeeld
Een voorbeeld van een Stapelschaal in een marktonderzoek context is de volgende vraag:
"Als u denkt aan [product X], bent u dan van mening dat het woord "innovatief" hierop van toepassing is? Op een schaal van +5 tot -5, waarbij +5 staat voor "absoluut van toepassing" en -5 staat voor "absoluut niet van toepassing", hoe schaalt u [product X] dan in op basis van het woord 'innovatief'?"
(+5) Absoluut van toepassing

(+4) 

(+3) 

(+2) 

(+1) 

Innovatief 

(-1) 

(-2) 

(-3) 

(-4) 

(-5) Absoluut niet van toepassing
Thurstoneschaal · Likertschaal · Guttmanschaal · semantisch differentiaal · Stapelschaal · Justerschaal · visueel analoge schaal